# Condado de Lincoln (Mississippi)
O Condado de Lincoln é um dos 82 condados do estado norte-americano do Mississippi. A sua sede de condado é Brookhaven, que é também a sua maior cidade.
O condado tem uma área de 1523 km² (dos quais 5 km² estão cobertos por água), uma população de 34 869 habitantes, e uma densidade populacional de 22 hab/km² (segundo o censo nacional de 2010). O condado foi fundado em 1870 e o seu nome é uma homenagem a Abraham Lincoln (1809-1865), que foi o décimo-sexto presidente dos Estados Unidos.